# Heroes of Might and Magic III: Armageddon’s Blade
Heroes of Might and Magic III: Armageddon’s Blade — первое официальное дополнение к пошагово-стратегической компьютерной игре Heroes of Might and Magic III. Дополнение было разработано американской компанией New World Computing и выпущено The 3DO Company 30 сентября 1999 года. Официальным локализатором Heroes III: Armageddon’s Blade в России является компания «Бука», выпустившая русскую версию дополнения 7 декабря 2000 года под названием «Герои меча и магии III: Клинок Армагеддона».
Сюжет Heroes III: Armageddon’s Blade продолжает сюжетную линию игр Heroes of Might and Magic III и Might and Magic VII.
Дополнение Armageddon’s Blade получило высокие оценки от игровых критиков. Помимо изменений в игровом процессе Heroes III, дополнение вносит в игру множество новых элементов, среди которых: новые карты и одиночные кампании, новые объекты игрового мира, новые существа и герои, и новая девятая игровая фракция — город Сопряжение. На продвинутой стадии разработки дополнения в игру планировалось ввести другую новую фракцию — футуристический город «The Forge», однако эта идея вызвала крайне негативные отзывы у фанатов игры, которые посчитали, что такой город не вписывается в фэнтезийную атмосферу серии Heroes of Might and Magic.

## Нововведения

### Игровой мир

Экран города Сопряжение

Наиболее значимым элементом дополнения Armageddon’s Blade стал новый девятый тип города под названием Сопряжение (англ. Conflux). Этот сакральный город с храмовой архитектурой является домом различных стихийных элементалей. Четверо из них уже присутствовали в оригинальной версии игры — это элементали воздуха, воды, огня и земли; в Сопряжении каждый из них получил улучшенный вариант. В дополнении к ним, в новом городе так же появился ещё один тип элементалей — психический, который может быть улучшен до магического элементаля, обладающего полным иммунитетом к магии. Первый уровень города занимают феи, а последний седьмой — огненные птицы и фениксы. Специально для Сопряжения был введён стандартный для города Heroes III набор из 16 новых героев, которые зовутся путешественниками (англ. Planeswalker) и элементалистами (англ. Elementalist).
Вместе с обитателями Сопряжения в игру было добавлено 13 новых нейтральных существ разных уровней, которые могут быть наняты из собственных жилищ на карте приключений. Среди них присутствуют четыре новых вида дракона — сказочный, ржавый, кристальный и лазурный. Все они — чрезвычайно сильные юниты, и по характеристикам значительно превосходят уже существующих в игре драконов, а лазурный дракон является самым могущественным среди всех существ Heroes III. Специальные возможности новых драконов также ярко выражены: например, сказочный дракон каждый раунд в бою способен колдовать случайное заклинание прямого урона. Из новых существ можно выделить двух сильных стрелков — снайпера, который ведёт стрельбу без штрафа за расстояние в бою, и чародея, колдующего в битве массовые заклинания на союзные отряды или армию противника. К прочим новым существам относятся крестьянин, хоббит, вор, кабан, мумия, кочевник и тролль. Крестьяне, в противовес лазурному дракону, имеют минимальные характеристики и лишены особых возможностей, что делает их самыми слабыми существами в игре. Не требующие ресурсов для вербовки, крестьяне с иронией описаны в официальном руководстве игры как потенциальные юниты для превращения некромантами в скелетов.
Игровой мир Heroes III пополнили 2 новых артефакта — Клинок Армагеддона и Пузырёк с Кровью Дракона, которые играют ключевую роль в сюжете двух кампаний Armageddon’s Blade. Клинок Армагеддона является очень мощным оружием в руках героя, которое значительно повышает его основные параметры и даёт возможность колдовать массовое разрушительное заклинание «Армагеддон» без ущерба для собственных солдат. Артефакт делает героя практически неуязвимым, поскольку сопротивляться «Армагеддону» могут лишь несколько существ в игре. Из города Цитадель на карту была перенесена Гильдия свободных работников, которая позволяет обменивать существ на ресурсы. Появились новые объекты, временно преграждающие герою путь на карте. Пограничные ворота действуют по принципу уже существующего в игре стража границы — башни, которая требует посетить специальную палатку ключника определённого цвета, чтобы исчезнуть и открыть герою проход. От стража пограничные ворота отличаются тем, что внешне схожи с гарнизоном и оставляют проход закрытым для другого игрока, не посетившего ключника. Объект хранитель вопроса похож на стража границы, только для его устранения необходимо не посещение палатки ключника, а выполнение заданного квеста. К прочим нововведениям относятся гарнизоны с вертикальным расположением на карте и множество декоративных объектов.

### Герои
Помимо 16 героев из города Сопряжение, в Armageddon’s Blade было также введено ещё 12 новых уникальных героев. Почти все они являются ключевыми персонажами кампаний игры, но так же доступны в редакторе карт и могут быть включены в отдельных миссиях.
- Основные персонажи кампаний среди новых героев — Джелу, Катерина, Роланд, Ксерон, Килгор, Дра́кон, Адриэн и Мутар. Большинство из этих героев изображены на обложке Heroes III: Armageddon’s Blade и на экране загрузки игры. Персонаж Катерина в Armageddon’s Blade впервые появляется как полноценный герой: в отличие от дополнения, в оригинальной версии игры Heroes III: The Restoration of Erathia присутствовал лишь её старый портрет, выбираемый в настройках героя в редакторе карт.
- Рыцарь Лорд Хаарт, который присутствовал в The Restoration of Erathia, был убит по сюжету игры, и в дополнении Armageddon’s Blade он появляется как рыцарь смерти в кампании «Играя с огнём». Поскольку раньше Лорд Хаарт был одним из стандартных героев города Замок, на его место ввели нового рыцаря по имени Сэр Мюллих, который был основан на реально существующем сотруднике компании-разработчика New World Computing Дэвиде Мюллихе[6].
- Некоторые новые герои обладают особыми специальностями. Прежде всего, в игре нет аналогов специальностям Джелу и Дра́кона: за плату они могут улучшать определённые типы войск до сильных нейтральных существ. Джелу способен тренировать лесных эльфов, великих эльфов, лучников и стрелков в снайперов, а Дра́кон — превращать магов, архимагов, монахов с фанатиками в чародеев. Героиня Мутар повышает атаку и защиту любых видов драконов в своей армии, а специальность «Магия огня» героини Адриэн позволяет ей начинать игру с одноимённым вторичным навыком уровня «эксперт». Хотя новый герой Сэр Мюллих является стандартным для города Замок, его специальность тоже является уникальной и увеличивает скорость всех существ в его армии.

### Кампании и сценарии
В Armageddon’s Blade было добавлено 8 новых музыкальных тем. Одна из них является темой нового города Сопряжение, остальные семь звучат в новых кампаниях игры.
Дополнение Armageddon’s Blade включает в себя 6 новых игровых кампаний. Все кампании, кроме титульной, состоят из трёх-четырёх связанных между собой сценариев. Титульная кампания «Клинок Армагеддона» существенно больше других и состоит из восьми сценариев. Пять кампаний доступны для прохождения уже в начале игры, шестая кампания «Безрассудное упрямство» является бонусной и становится доступной только после завершения пяти остальных. К одиночным сценариям из оригинальной версии The Restoration of Erathia дополнение Armageddon’s Blade добавляет ещё 38 новых карт-миссий. Ввиду существенных изменений, присутствует односторонняя совместимость сценариев дополнения и оригинальной версии игры: Armageddon’s Blade и его редактор карт корректно работают с картами предыдущей версии, в то время как The Restoration of Erathia использовать карты дополнения не может.
В дополнение к редактору карт Heroes of Might and Magic III дополнение Armageddon’s Blade добавляет в игру редактор кампаний, который позволяет игрокам создавать собственные сюжетные кампании из заранее созданных игровых сценариев. К каждому сценарию можно настроить доступный из игры видеоролик с музыкой и субтитрами, а также определить стартовые бонусы игрока. Сценарии могут быть связаны между собой, образуя порядок прохождения кампании. Как раз для этого в редактор карт игры был добавлен переходящий герой, в настройках которого указывается личность героя, переходящего из одного сценария в другой. Редактор кампаний позволяет такому герою сохранять весь накопленный опыт и навыки, а также переносить между сценариями существ и артефакты. В вышеупомянутый редактор карт дополнение вносит и некоторые другие улучшения. Добавлена возможность устанавливать в настройках героя его стартовое заклинание, а для строительства карты введены объекты случайные жилища: в их параметрах можно настроить отношение данного жилища к какому-либо типу города, выбираемому игроком перед запуском карты. Heroes III: Armageddon’s Blade включает в игру генератор случайных карт, который самостоятельно создаёт произвольную карту, автоматически расстанавливая элементы игрового мира, соблюдая при этом баланс между территориями игроков. Игрок может предварительно настроить некоторые нюансы случайной карты: её размер, наличие подземелья, количество водной территории на карте, силу нейтральных существ. Генератор случайных карт может быть использован как перед созданием одиночной или сетевой игры, так и в редакторе карт.

## Сюжет
Как и в оригинальной игре Heroes of Might and Magic III: The Restoration of Erathia, действие дополнения Armageddon’s Blade развивается на континенте Антагарич вымышленного мира Энрот. Основной сюжетной линии посвящена только заглавная кампания «Клинок Армагеддона», в то время как пять других кампаний рассказывают отдельные истории разных персонажей и королевств Антагарича, лишь косвенно связанные друг с другом. Несколько главных героев кампаний — Джелу («Клинок Армагеддона»), Килгор («Фестиваль жизни»), Мутар («Кровь дракона») — играют ключевую роль в сюжете следующих игр серии Heroes of Might and Magic.

### Клинок Армагеддона
События основной кампании «Клинок Армагеддона» (англ. Armageddon’s Blade) происходят после событий игры Might and Magic VII: For Blood and Honor, которая, в свою очередь, следует за сюжетом Heroes III: The Restoration of Erathia. После освобождения своего мужа Роланда Железного Кулака из плена демонов-криганов и смерти их короля Ксенофекса, королева Катерина решила одним ударом покончить с остатками этих врагов на их же земле — Эофоле. Однако у Эофола уже появился новый правитель — демон Люцифер Криган, который успел собрать новую огромную армию за время, прошедшее с окончания войны за возрождение Эрафии. Его первым последователем стал безжалостный Ксерон, отпрыск человека и суккуба, возглавивший элитный отряд демонов под названием Сыны Эребуса. В день своей смерти король Ксенофекс явился своему преемнику Люциферу во сне и открыл ему, как создать Клинок Армагеддона — могущественный меч, способный погрузить в огонь весь мир. Считая своим священным долгом завладеть Клинком, Люцифер велит верному полководцу Ксерону собрать необходимые компоненты для этого оружия.
Начавшие поход на Эофол силы Катерины оказались отброшены демонами к границе Эрафии, и теперь королева была вынуждена перейти к обороне, чтобы сдерживать вторжение Люцифера Кригана в её земли. С просьбой о помощи, Катерина шлёт послания своему мужу Роланду и регенту Эрафии Моргану Кенделу, мобилизующих войска на других границах королевства. Чтобы ослабить демонов, Катерина призывает элитный диверсионный отряд Лесных Стражей, возглавляемый молодым получеловеком-полуэльфом Джелу, который совершает успешный партизанский рейд в тылу Эофола. В ходе войны эрафийские армии замечают возникшие из ниоткуда города Сопряжения, принадлежащие элементалям — духам стихийных миров. Трое повелителей элементалей устанавливают контакт с Джелу и рассказывают, что они явились защитить Энрот от Люцифера Кригана и не дать ему захватить мир при помощи Клинка Армагеддона. Прежде всего, герои элементалей пытаются скрыть три артефакта, необходимые для создания Клинка, и защитить легендарного кузнеца Казандара, способного соединить их воедино. Но верный Люциферу Ксерон, воспользовавшись осведомителем среди людей, успешно захватывает все артефакты и вынуждает Казандара выковать меч, после чего жестоко расправляется с ним.
Король Роланд и регент Морган Кендал объединяются у западной границы Эрафии и идут на встречу войскам Катерины, зажимая демонов между двумя армиями. Джелу в это время продвигает своих Лесных Стражей вглубь Эофола, чтобы пресечь Люциферу Кригану пути к отступлению. Потенциальным противником для Джелу выступают Сыны Эребуса во главе со Ксероном, жаждущим отомстить полуэльфу, который убил его мать во время своих партизанских рейдов. Положение ухудшается не только тем, что в руках Ксерона находится Клинок Армагеддона, но и тем, что эрафийская знать оказывается недовольна тяготами войны и решает отозвать регулярную армию королевства. На помощь Катерине, Роланду и Джелу приходят повелители элементалей, в союзе с которыми они побеждают Ксерона и завладевают Клинком Армагеддона. Последней целью остаётся столица Эофола — город Крилах, где укрылся Люцифер Криган, в отчаянии попросив подкреплений у подземных лордов Нигона. Незадолго до последней битвы Катерину навещает один из повелителей элементалей, который заявляет, что именно Джелу предначертано судьбой использовать Клинок Армагеддона, чтобы покончить с Люцифером. Помимо этого, он предупреждает королеву, что кто-то из её друзей и любимых приблизился к тому, чтобы встать на тёмный путь. Катерина думает, что речь идёт о её супруге Роланде, который стал жестоким и мстительным после семи лет пыток в плену у демонов, но при этом она не знает, что Джелу охватывают амбиции и гордыня в обладании Клинком Армагеддона. Наконец, Люцифер оказывается повержен, а вместе с ним истреблены все демоны-криганы. После победы королева Катерина и король Роланд уплывают в Энрот к своему сыну (попутно принимая участие в событиях игры Might and Magic VIII), а Морган Кендалл остаётся регентом Эрафии с целью избрания нового короля. Почти все повелители элементалей уходят из мира. Клинок Армагеддона теперь в руках Джелу, а его решение использовать или же уничтожить артефакт остаётся неизвестным.
Сюжетная линия Джелу и Клинка Армагеддона продолжается в кампании Heroes Chronicles: The Sword of Frost.

### Кровь дракона
Главная героиня кампании «Кровь дракона» (англ. Dragon's Blood) — амбициозная леди Мутар, одна из воинствующих правителей подземелий острова Нигон, которая добилась успехов благодаря таланту управления драконами. Желая быть как можно выше в иерархии Нигона, Мутар стремится уничтожить богатого соседнего правителя по имени Орвальд. Когда оборона Орвальда значительно ослабевает, Мутар спешит захватить его земли, опередив двух своих конкурентов. Однако выясняется, что Орвальд покинул свои владения, чтобы найти легендарный артефакт — Пузырёк, в котором содержится кровь Отца Драконов. Считается, что тот, кто выпьет кровь из него, превратится в могущественного дракона. Понимая, что это приведёт её к вершинам власти, Мутар намеревается заполучить Пузырёк с Кровью Дракона первой. Заранее она заботится о том, чтобы другие подземные владыки не стояли на её пути к артефакту, и главным соперником остаётся Орвальд. Мутар опережает его, забрав желанный Пузырёк в глубоких подземельях под охраной армии драконов. Легенда оказывается правдой: выпив кровь из Пузырька, Мутар становится драконом. Но Орвальд решает воспользоваться этим и заявляет всем оставшимся лордам подземелий, что теперь любой может стать таким же драконом, если выпьет кровь Мутар. Они переходят в наступление на Мутар, но она убивает всех до единого и получает абсолютную власть в Нигоне.
В игре Heroes Chronicles: Clash of the Dragons рассказывается о последующем вторжении Мутар в земли Антагарича и подчинении себе других драконов.

### Убийца Драконов
В центре сюжета кампании «Убийца Драконов» (англ. Dragon Slayer) — один из самых могущественных волшебников Бракады по имени Дра́кон, мечтающий стать величайшим охотником на драконов в истории. Он поставил своей целью найти и победить лазурного дракона, самое сильное существо в мире. Перед этим, мать волшебника, которая всю свою жизнь занималась тренировкой Убийц Драконов, устраивает сыну последнее испытание в его обучении. 30 лет назад она выкрала кристаллы из пещеры соседней земли варваров Крюлода и создала особых големов — кристальных драконов, после чего выпустила их в небольшой долине Бракады. Победив этих кристальных драконов, Дра́кон заканчивает обучение и отправляется на поиски лазурного дракона. В это время до него доходят известия, что в шахтёрский край на северной границе с Крюлодом вторглись ржавые драконы. Чтобы помочь населению и отточить своё мастерство, волшебник направляется истребить этих чудовищ. Также Дра́кон обращает внимание на западное побережье, которое разоряется волшебными драконами. Путь к ним оказывается сложным: чудовища разбросали по территории огромное количество шкатулок Пандоры, а какой-то назойливый лепрекон постоянно сбивает Дра́кона с пути. Когда маг добирается до места проживания волшебных драконов, то оказывается, что лепреконом притворялся их вожак. В конце концов, Дра́кон находит лазурных драконов и побеждает главного из них. Однако, исполнившаяся заветная мечта не приносит ему удовлетворения, на которое он рассчитывал. Не понимая сам, что его гложет, Дра́кон остаётся разочарованным и не знает, что делать дальше.

### Фестиваль жизни
«Фестиваль жизни» (англ. Festival of Life) — кровавое состязание, которое каждые тридцать лет проводится в королевстве варваров Крюлод. В ходе него молодые отпрыски варварских кланов борются за право стать новым правителем королевства. Одним из участников Фестиваля жизни является главный герой кампании — жестокий варвар Килгор, получивший известность после того, как убил собственного отца, чтобы стать предводителем своего клана. Первым испытанием Килгора становится победа над древним чудищем по имени Коготь-Лезвие, терроризирующим местные земли уже множество поколений. Следующим испытанием Килгор доказывает, что владеет навыками лидера, и вместе с тремя генералами очищает дикую местность от заселивших её монстров. Третье испытание заключается в победе над тремя соперниками в Фестивале жизни, также претендующими на трон. Наконец, на четвёртом испытании Килгор сталкивается в бою с текущим правителем Крюлода — герцогом Винстоном Борагусом. Хотя Борагус уже долгие годы считался великим воином, он терпит поражение в бою, и Килгор восходит на трон Крюлода.
О том, как Килгор пытался получить ещё большую власть, рассказывается в кампании Heroes Chronicles: The Sword of Frost.

### Играя с огнём
Кампания «Играя с огнём» (англ. Playing with Fire) повествует о героине Адриэн, также известной как Огненная Ведьма. Обучаясь множество лет искусству магии огня в Эрафии, Адриэн возвращается в родную болотную страну Таталию и обнаруживает, что крестьяне на границе двух королевств жестоко терроризируются армиями живых мертвецов. Вскоре выясняется, что эта угроза простирается вглубь Таталии. Поскольку Эрафия, поглощённая на данный момент войной с демонами, не может оказать достаточную помощь, Адриэн решает найти неизвестного предводителя нежити самостоятельно. Ей нелегко даётся лидерство: жители Таталии боятся суровой ведьмы и её огненной магии, но им приходится принять Андриэн, поскольку огонь является сильным оружием против нежити. Предводителем живых мертвецов оказывается лорд Хаарт, который некогда был почётным рыцарем Эрафии, но тайно возглавлял культ некромантов и был виновен в смерти короля Николаса Грифонхата. После того как все некроманты были уничтожены в ходе Восстановительных войн, культ Хаарта распался. Теперь же сбежавшие сторонники культа воскресили своего вождя, и в Таталии лорд Хаарт собирает всё больше нежити из убитых болотных жителей, становясь угрозой всему Антагаричу. Адриэн приходит вглубь полностью разорённой Таталии, где живые мертвецы сжигают всё на своём пути, а выжившее население вынуждено скрываться от мертвецов под землёй. Огненная Ведьма прилагает все усилия, чтобы восстановить таталийские города и загнать лорда Хаарта в тупик на побережье моря, где она покончила с рыцарем смерти и его террором. Когда Адриэн хоронит тело лорда Хаарта, она не знает, останется ли он в истории храбрым героем или же злодеем, и задаётся вопросом, как после смерти будут говорить о ней самой — как об Огненной Ведьме из края земли и воды, или же как о герое.

### Безрассудное упрямство
«Безрассудное упрямство» (англ. Foolhardy Waywardness) является бонусной кампанией, которая становится доступной после прохождения пяти предыдущих. Действие кампании происходит незадолго до событий Heroes III: The Restoration of Erathia, и в конце почти вплотную подходит к началу действия оригинальной игры. История рассказывает о том, как рыцарь сэр Кристиан (один из героев города Замок) попал в Антагарич с родного континента Энрот. Сюжет кампании «Безрассудное упрямство» подан в юмористическом стиле, полный самоиронии, гэгов, а также отсылок и пародий на разные культурные явления. Главный герой Кристиан показан как ироничный, невезучий персонаж, мечтающий стать парфюмером.
Во время морского путешествия корабль сэра Кристиана неожиданно попал в шторм. Из-за него Кристиан и его команда сбились с курса и около недели скитались в неизвестных водах, пока корабль не разбился о риф, вынудив их сойти на незнакомый остров. Этот остров оказывается заселён аборигенами, предложившими Кристиану новый корабль взамен на то, что он поможет укрепить их город для защиты от разбойников, которые хозяйничают в северной части острова. Но стоит рыцарю исполнить обещанное и разобраться с северными соседями, как аборигены на радостях устраивают такое безостановочное празднование, что напрочь забывают о своей части сделки. В расстроенных чувствах, Кристиан заключает новую сделку с предводителем тех разбойников, которых он недавно разгромил. Разбойники обещают ему корабль, если Кристиан заберёт обратно их города, захваченные аборигенами. Рыцарь выполняет просьбу и получает корабль, который, однако, оказывается не предназначенным для долгих путешествий. Без навигационных приборов команда Кристиана несколько дней дрейфует в море, пока их не выбрасывает на другой остров.
Выясняется, что новый остров служит пристанищем пиратов Регны, перевозящих контрабанду из Энрота и Эрафии. Чтобы морские разбойники не убили его и помогли выбраться, Кристиану приходится стать одним из них и по заданию их атамана вести бой с другими группировками пиратов на соседних островах. Тайком Кристиан отправляет в океан множество бутылок с записками, в надежде, что их подберут в Энроте и спасут его. По прошествии времени выясняется, что бутылки нашли на берегах Эрафии, и на помощь рыцарю спешит флот королевы Катерины. С этой же новостью Кристиану становится ясно, что пираты, приняв его к себе, просто пользуются им, чтобы после разгрома своих противников собрать достаточно сил и в конечном счёте разбить местный эрафийский форпост. Ночью Кристиан покидает пиратов и прибывает к архипелагу, где находится этот форпост. Четыре окружающих форпост острова, которые ранее служили ему защитой, теперь являются стратегическими точками пиратов, и рыцарю приходится защищать его до прибытия кораблей Эрафии. Затем Кристиан уплывает вместе с флотом королевы Катерины в Эрафию, предвкушая отдых от битв в прекрасном краю.
В Heroes III: The Restoration of Erathia игрок начинает первую кампанию «Да здравствует королева», управляя Кристианом, высадившимся на южном побережье Эрафии в разгар тотальной войны.

## Разработка

Экран вырезанного города Кузница. Графические наработки Кузницы, представленные на E3 в мае 1999 года, были впервые опубликованы участником сообщества Heroes Community в 2009 году.

Эскиз существа из города Кузница, представляющего собой торс наги, посаженный на боевую платформу. Видя обнажённую грудь наги на эскизе, игроки опасались, что игра окажется «безвкусной».

Разработка дополнения Heroes of Might and Magic III: Armageddon’s Blade началась в первой половине 1999 года.
На раннем этапе разработки дополнение существенно отличалось от финальной версии тем, что новой фракцией в игре было не Сопряжение, а город под названием «Кузница» (англ. The Forge). Кузница создавала сильный контраст с фэнтезийным миром Heroes of Might and Magic III, поскольку представляла собой футуристический высокотехнологичный город с постиндустриальными строениями на фоне мрачного неба, среди которых были небоскрёбы, различные фабрики и генераторы, станок-качалка, взлётно-посадочная полоса и здание Грааля в виде Трансформатора Теслы. Герои Кузницы назывались киборгами (англ. cyborg) и техниками (англ. technician). Город имел «отрицательное» мировоззрение, а его армия состояла из различных существ Антагарича, подвергнутых кибернизации и оснащённых высокотехнологичным оружием. В армию входили вооружённые бластерами гоблины, зомби-киборги с пилами вместо рук, гуманоиды-огнемётчики, огры с базуками, минотавры с реактивными ранцами и когтями-лезвиями, нага-танки и механические создания — джаггернауты и дредноуты, обладающие большой огневой мощью. Планировалось, что армия Кузницы будет включена только в кампании, потому что своей силой она превышала любую другую фракцию в игре, и при этом была настолько дорогая, что некоторые существа Кузницы ниже седьмого уровня требовали особые ресурсы для найма.
Причина введения столь необычного для Heroes III города заключалась в том, что серия Heroes of Might and Magic имеет единую вымышленную вселенную с основным франчайзом Might and Magic, и эта вселенная является переплетением фэнтези и научной фантастики. «В основе Might and Magic — история о высокоразвитых цивилизациях, опустившихся до примитивных. Если вы не согласны, то ваше мнение является проявлением эмоций, но не логики. Многие люди забывают, что Инферно населён не демонами. Он населён пришельцами, которые выглядят как демоны. Расскажи я вам происхождение архангелов, уверен, большинство из вас бы сердечный приступ хватил». Эти слова принадлежат Грегори Фултону, который вёл дневники разработки Heroes III и внёс существенный вклад в сюжетные линии игровой вселенной. Он стал новым дизайнером компании-разработчика New World Computing, и в соавторстве с Джоном Ваном Канегеном планировал создать новую фракцию для серии Heroes. Грегори Фултон решил продолжить историю параллельно разрабатываемой игры Might and Magic VII: For Blood and Honor и впервые ввести научно-фантастические элементы вселенной в Heroes III. Might and Magic VII имеет две сюжетных линии с разными концовками, и изначально дополнение Armageddon’s Blade было тесно связано со «злой» концовкой игры. Согласно ей, бывшие советники Арчибальда Железного Кулака находят и реактивируют Небесную Кузницу — могущественный артефакт древней развитой цивилизации. С помощью неё они создают особые города, производящие высокотехнологичное оружие, и намереваются использовать их для завоевания Эрафии. Чтобы остановить их, королева Эрафии Катерина Железный Кулак разыскивает легендарный меч Клинок Армагеддона и уничтожает все города Кузницы, завершая сюжет Might and Magic VII.
Был завершён первый набросок экрана Кузницы, а также первые наброски каждого существа из города и его улучшенной версии; вдобавок, была готова игровая кампания, за исключением одной карты. Однако, когда в мае 1999 года дополнение Armageddon’s Blade было впервые представлено на игровой выставке E3, компания New World Computing неожиданно встретила негативную реакцию со стороны игроков. Фанаты игры оказались резко недовольными введением научной фантастики в Heroes III, которая нарушала фэнтезийную, волшебную атмосферу игры. Разработчикам поступило около сотни писем от игроков с просьбой убрать город Кузницу, а некоторые игровые сообщества организовали бойкот игре. Один из разозлённых фанатов даже прислал Грегори Фултону письмо со смертельной угрозой. Грегори был настолько возмущён тем, как легко компания New World Computing отнеслась к этому, что незамедлительно оставил свою работу. За всю 13-летнюю историю существования, разработчики New World Computing всегда тщательно прислушивались к поклонникам своих игр, поэтому после критики Кузницы решили повернуть создание дополнения в другом направлении. «Итоговое число полученных нами писем с просьбой убрать Кузницу было менее, чем 100. Сомневаюсь, что 3DO получила больше. Серия Heroes разошлась более чем в 750 000 экземплярах по всему миру. Я был бы удивлён, если более 5 % аудитории объявили бы „бойкот“ продукту. И всё же, я чувствовал, что 5 % были слишком высокими» — Грегори Фултон по-прежнему считал, что концепция научной фантастики сработает в серии Heroes of Might and Magic, но признал, что идеи Кузницы было недостаточно, чтобы оправдать это и не шокировать фанатов.
В интервью с представителями сайта GameSpot до своей отставки, Грегори Фултон подтвердил, что Кузница была удалена из Armageddon’s Blade и заменена на Сопряжение — город элементалей, который изначально планировалось включить в следующее дополнение к Heroes III. Тем, кто нашёл повод противиться и этому городу, Фултон ответил: «Вы получите город элементалей, и он вам понравится». Название дополнения осталось прежним, но сюжетная линия изменилась: теперь каноничной стала другая, «добрая» концовка игры Might and Magic VII, и новыми главными антагонистами Armageddon’s Blade стали демоны-криганы.

## Выпуск
Дополнение Heroes of Might and Magic III: Armageddon’s Blade было выпущено компанией The 3DO Company в США 30 сентября 1999 года и устанавливалось поверх оригинальной игры Heroes of Might and Magic III. На территории России и стран СНГ официальная русская версия дополнения была издана компанией «Бука» 7 декабря 2000 года, под названием «Герои меча и магии III: Клинок Армагеддона». В отличие от американского издания, Armageddon’s Blade от «Буки» не требует установленной Heroes III, и при этом содержит все кампании её оригинальной версии The Restoration of Erathia.
Дополнение Armageddon’s Blade входит в следующие комплектации Heroes III:
- Heroes of Might and Magic III Complete (3DO, 2000, Windows, Mac OS)[16][17];
- «Герои меча и магии. Платиновая серия» («Бука», 2003, Windows)[15][18];
- «Герои меча и магии. Начало» («Бука», 2009, Windows)[15][19].

## Отзывы и критика
| Сводный рейтинг       | Сводный рейтинг |
| Агрегатор             | Оценка          |
| --------------------- | --------------- |
| GameRankings          | 87,50 %         |
| Иноязычные издания    |                 |
| Издание               | Оценка          |
| GameRevolution        | B+              |
| GameSpot              | 8/10            |
| IGN                   | 9/10            |
| Русскоязычные издания |                 |
| Издание               | Оценка          |
| Absolute Games        | 90 %            |
| «Игромания»           | Да!             |

Как и оригинальная игра Heroes of Might and Magic III, дополнение Armageddon’s Blade получило высокие оценки от игровых критиков. Сайт IGN оценил количество нововведений в игре, сказав, что хотя особого потрясения дополнение не вызывает, оно придаёт игре «остроты», отталкиваясь от шаблона «стандартной закуски из хлеба с маслом». Сайт GameSpot заметил, что в дополнении также присутствуют и незначительные изменения игрового процесса, которые редко когда могут оказаться полезными: например, возможность нанимать более слабую базовую форму существа даже после его улучшения, что может пригодиться, только если у игрока мало ресурсов. Одной из по-настоящему новых вещей в Armageddon’s Blade GameSpot назвал новую игровую фракцию — город элементалей Сопряжение. В то же время GameSpot считает, что Сопряжение в большей степени рассчитано на игроков-новичков, и к середине игры элементали становятся разноцветной сворой пехоты, чьи ограниченные параметры скорости и средняя атака оставляют их безыинтересными. Рецензент сайта Game Revolution был также разочарован Сопряжением, которое по своему внешнему виду казалось сделанным на скорую руку. Game Revolution написал, что вместо набора из слабых и сильных существ армия Сопряжения представляет собой ряд средних по мощности юнитов, притом, что часть элементалей уже присутствовала в оригинальной игре; здесь же они просто стали более доступными и получили улучшенные версии. «Не то, чтобы с Сопряжением было что-то не так, просто в действительности оно не приносит ничего нового в игру».
Все три зарубежных издания единодушно похвалили улучшенный редактор карт игры, новоявленный редактор кампаний и встроенный генератор случайных карт — по общему их мнению, такой набор игровых инструментов делает Heroes III практически бесконечно реиграбельным развлечением. GameSpot отдельно заметил про генератор случайных карт следующее: «Вместо того чтобы состоять из всего лишь малого числа каких-нибудь тварей с небольшой добычей, каждая случайно генерируемая карта должным образом наполнена монстрами, сокровищами и событиями, выглядит естественно, с пропорциональными ландшафтами — всё это более чем достаточно для доставляющего удовольствие, дешёвого и сердитого сценария, созданного на лету».
Рецензии сайтов IGN и GameSpot сошлись в итоге, что дополнение Armageddon’s Blade является не чем-то революционным, а скорее тщательно проработанной, улучшенной и намного более разнообразной версией Heroes III — при этом не менее увлекательной, чем оригинальная игра. «Если вы сыграли в Heroes III и она вам не понравилась, от Armageddon’s Blade вы не получите ровным счётом ничего. Если вы получили какое-то удовольствие от некоторых сценариев или одной-двух кампаний Heroes III, вам было бы неплохо приобрести это дополнение. Наконец, если вы до мозга костей одержимы Heroes III, то нет абсолютно никаких причин, по которым вы не должны заполучить Armageddon’s Blade — он был выкован специально для вас». Российский сайт Absolute Games назвал Armageddon’s Blade одним из лучших дополнений в истории, оставив критику лишь мало усовершенствованному искусственному интеллекту. Наравне с оригинальной Heroes of Might and Magic III, дополнение Armageddon’s Blade попало в «Золотой пантеон» лучших игр Absolute Games, заработав у рецензента такой же рейтинг 90 %.